# مارکیان ایواشکو
مارکیان ایواشکو (انگلیسی: Markiyan Ivashko؛ زادهٔ ۱۸ مهٔ ۱۹۷۹) کماندار اهل اوکراین است. وی همچنین از کمانداران بازی‌های المپیک تابستانی ۲۰۰۸ و ۲۰۱۲ بوده است.